# Чукотска планинска земя
Чуко̀тската планинска земя (на руски: Чукотское нагорье) е система от средновисоки хребети и масиви, в Североизточна Азия, в североизточната част на Чукотски автономен окръг на Русия. Простира се от северозапад (Чаунска губа) на югоизток (крайбрежието на Берингово море) на протежение около 840 km, ширина до 150 km. Западната част (до долината на река Амгуема) е по-висока и широка. Тук са разположени хребетите Шелагски (1105 m), Еквиватапски (1674 m), Пегтимелски (1887 m, 67°48′47″ с. ш. 178°17′50″ и. д. / 67.813056° с. ш. 178.297222° и. д.) и др. Югоизточно от долината на Амгуема височината на Чукотската планинска земя намалява (500 – 1000 m) и представлява отделни възвишения и ридове с максимална височина връх Великая 1525 m. На югозапад, в района на изворите на реките Амгуема, Паляваам и Танюрер се свързва с меридионалния хребет Пекулней.
Северозападните хребети са изградени основно от пясъчници и шисти, пронизани от гранити, а на югоизток преобладават вулканогенните наслаги.
Масивите на Чукотската планинска земя представляват вододел между реките вливащи се Чукотско и Източносибирско море (Паляваам, Пегтимел, Еквиватап, Амгуема, Йонивеем и др.) и реките от басейна на Берингово море (Белая, Танюрер, Канчалан, Ергувеем и др.).
Климатът е суров. Зимата е продължителна (7 – 8 месеца), а лятото кратко и прохладно. Средна януарска температура от –15 °C на югоизток до –30 °C на северозапад, средна юлска температура от 3 °C на северозапад до 10 °C на югоизток. Годишната сума на валежите варира от 250 до 400 mm. На изток често явление са мъглите.
В крайбрежните райони са развити влажни и блатисти тундри, долните части на склоновете са заети от планинска тундрова растителност, а най-високите части представляват арктическа планинска пустиня. Разработват се находища на калай, живак, каменни въглища.

## Национален атлас на Русия
- Чукотка[2]